# Tropidophorus microlepis
Espèce
Tropidophorus microlepis est une espèce de sauriens de la famille des Scincidae.

## Répartition
Cette espèce se rencontre dans le sud de la Thaïlande, au Viêt Nam, au Cambodge et au Laos.

## Publications originales
- Günther, 1861 : Second list of Siamese reptiles. Annals and magazine of natural history, sér. 3, vol. 8, p. 266-268 (texte intégral).
- Günther, 1861 : Second list of Siamese reptiles. Proceedings of the Zoological Society of London, vol. 1861, p. 187-189 (texte intégral).